# 至純の残酷
『至純の残酷』（しじゅんのざんこく）は、2007年2月7日にリリースされた妖精帝國の5作目のシングル。

## 解説
- TBS系アニメ『Venus Versus Virus』のエンディングテーマとして発表された楽曲。
- ジャケットには名橋ルチア、鷹花スミレ、ローラのイラストが用いられている。

## 収録曲
全作詞・作曲・編曲：橘尭葉
1. 至純の残酷
2. 赤い扉
3. 至純の残酷 (instrumental)
4. 赤い扉 (instrumental)